# Триплатинатантал
Триплатинатантал — бинарное неорганическое соединение
платины и тантала
с формулой TaPt3,
кристаллы.

## Получение
- Сплавление стехиометрических количеств чистых веществ:

{\displaystyle {\mathsf {3Pt+Ta\ {\xrightarrow {2065^{o}C}}\ TaPt_{3}}}}

## Физические свойства
Триплатинатантал образует кристаллы
ромбической сингонии,
пространственная группа P mmn,
параметры ячейки a = 0,5538 нм, b = 0,4874 нм, c = 0,4560 нм, Z = 2,
структура типа титантримедь TiCu3
.
Есть данные, что кристаллы имеют моноклинную сингонию
.
Соединение конгруэнтно плавится при температуре 2065°С .